# The Falcon and the Winter Soldier
The Falcon and the Winter Soldier (bra: Falcão e o Soldado Invernal; prt: O Falcão e o Soldado do Inverno), é uma minissérie estadunidense criada para o Disney+ por Malcolm Spellman, baseada nos personagens Sam Wilson / Falcão e Bucky Barnes / Soldado Invernal da Marvel Comics. É a segunda série televisiva do Universo Cinematográfico Marvel (MCU) produzida pelo Marvel Studios, compartilhando continuidade com os filmes da franquia e ocorrendo após os eventos do filme Avengers: Endgame (2019). Spellman atuou como roteirista principal com direção de Kari Skogland.
Sebastian Stan e Anthony Mackie reprisam seus papéis como Bucky Barnes e Sam Wilson, respectivamente, da série de filmes, com Wyatt Russell, Erin Kellyman, Danny Ramirez, Georges St. Pierre, Adepero Oduye, Don Cheadle, Daniel Brühl, Emily VanCamp, Florence Kasumba e Julia Louis-Dreyfus também estrelando. Em setembro de 2018, o Marvel Studios estava desenvolvendo uma série de séries limitadas para o Disney+, centradas em personagens coadjuvantes dos filmes do UCM como Sam e Bucky. Spellman foi contratado em outubro e optou por focar nas questões raciais levantadas por Sam recebendo o escudo do Capitão América no final de Endgame. The Falcon and the Winter Soldier foi confirmada em abril de 2019, e Skogland foi contratada no mês seguinte. As filmagens começaram em outubro de 2019 em Atlanta, Geórgia, antes de mudarem para a República Tcheca no início de março de 2020. A produção foi suspensa devido à pandemia de COVID-19, mas foi retomada em Atlanta em setembro, antes de ser encerrada na República Tcheca em outubro.
The Falcon and the Winter Soldier estreou em 19 de março de 2021 e finalizou em 23 de abril de 2021 com um total de seis episódios. Faz parte da Fase Quatro do UCM. A série recebeu críticas positivas, com críticos destacando a química dos atores e o comentário social da série, mas criticando seu ritmo. Um quarto filme do Capitão América está em desenvolvimento como uma continuação da série.

## Sinopse
6 meses depois de receber o manto de Capitão América no final de Avengers: Endgame (2019), Sam Wilson se junta a Bucky Barnes em uma aventura mundial que testa suas habilidades e sua paciência.

## Elenco e personagens
- Sebastian Stan como Bucky Barnes / Soldado Invernal / Lobo Brancoː
Um soldado aprimorado e melhor amigo de Steve Rogers durante os anos 1940, que foi supostamente morto em ação durante a Segunda Guerra Mundial, antes de ressurgir como um assassino com lavagem cerebral nos dias atuais.[7][8] O roteirista principal Malcolm Spellman observou que Bucky não fez "nada além de lutar" nos últimos 100 anos, e a série não pôde evitar o trauma pelo qual ele passou.[9] Stan explicou que Bucky estaria lutando com seu passado assassino, enquanto também se ajustava à vida no século 21 sem Steve Rogers, e estava tendo uma crise de identidade.[8] A co-produtora executiva Zoie Nagelhout explicou que Bucky estaria trabalhando para "desabafar" de sua vida como o Soldado Invernal, mas o lado mais sombrio do personagem ainda seria visto durante a série.[8]
- Anthony Mackie como Sam Wilson / Falcão / Capitão Américaː
Um vingador e um ex-pára-resgate que foi treinado pelos militares em combate aéreo usando uma mochila de asas especialmente projetada.[7] Wilson recebeu o manto de Capitão América por Steve Rogers no final de Avengers: Endgame (2019)[4] e a série expande este momento para explorar as implicações de um homem negro receber o manto.[10] Sam inicialmente continua a usar o nome Falcão[11] e Mackie disse que a história retrataria o escudo como um fardo para o personagem.[9] Ele acrescentou que Sam questiona como "um homem negro [pode] representar um país que não o representa".[8] Wilson eventualmente assume o escudo para se tornar o novo Capitão América.[1]
- Wyatt Russell como John Walker / Capitão América / Agente Americanoː
Membro condecorado das Forças Armadas dos EUA e o novo Capitão América escolhido pelo governo dos EUA. Ele tenta se juntar a Sam e Bucky em sua luta[12][13][14] e acredita que ele é uma personificação melhor dos valores americanos do que Steve Rogers.[15] Depois de perder o título de Capitão América, Walker recebeu o codinome de Agente Americano por Valentina Allegra de Fontaine.[1] Spellman descreveu Walker como um soldado que "fez tudo que seu país sempre pediu" e agora se depara com uma realidade onde sua vida e senso de dever para com os Estados Unidos "o desafiam de uma forma que perturba e oblitera [seu] privilégio".[16] Russell acrescentou que Walker era um "homem da empresa" que poderia se aventurar nas "áreas cinzentas" para completar a missão.[17] Russell foi atraído pelas "dicotomias" do personagem, e ele teve espaço para moldar o personagem, uma vez que esta é sua introdução ao UCM. Spellman disse que Walker se inspirou no personagem dos quadrinhos, que usa o apelido de Agente Americano, mas a série mudou do retrato de quadrinhos para adicionar algumas dimensões diferentes a esta versão.[18] Feige acrescentou que um homem branco, Russell, foi especificamente escalado como o novo Capitão América como comentário sobre como o governo dos EUA não gostaria que um homem negro como Wilson assumisse esse papel.[19]
- Erin Kellyman como Karli Morgenthau:
Anarquista mascarada que integra o grupo anti-patriotismo Apátridas, que acreditam que o mundo estava melhor durante o Blip e estão lutando pela abertura das fronteiras nacionais.[20] Spellman chamou Morgenthau de "a cola para a série". Flag-Smasher nos quadrinhos é uma identidade assumida por personagens masculinos, notadamente Karl Morgenthau. Kellyman sentiu que era "importante" que o personagem tivesse uma troca de gênero para a série, dando às mulheres jovens uma personagem que elas poderiam "admirar e se relacionar agora". Ela acrescentou, uma vez que Karli não é um homem de meia-idade como Karl, a perspectiva de Karli sobre a vida e as ações que ela realiza vêm de uma perspectiva diferente.[21]
- Danny Ramirez como Joaquin Torres: Um primeiro-tenente da Força Aérea dos EUA que serve como equipe de apoio de Wilson e está investigando os Apátridas. Kari Skogland chamou Torres de "um cachorrinho" que é fã do Falcão "há algum tempo" e gosta de trabalhar ao lado dele.[16]
- Georges St. Pierre como Georges Batroc: Um mercenário que é o líder do grupo criminoso LAF.[22]
- Adepero Oduye como Sarah Wilson:
A irmã de Sam que cuida do negócio de pesca da família Wilson na Louisiana.[23][24] Sarah representa a vida de Sam crescendo no Sul e foi incluída na série para ter opiniões fortes e apresentar um aspecto crucial para Sam em sua escolha de assumir o manto do Capitão América.[25]
- Don Cheadle como James "Rhodey" Rhodes / Máquina de Combate:
Um ex-oficial da Força Aérea dos EUA e Vingador que opera a armadura Máquina de Combate.[26] Skogland explicou que Rhodes desempenha um papel de mentor para Wilson na série, dando-lhe razões a favor e contra assumir o manto do Capitão América ao mesmo tempo em que fornece uma visão do mundo mais amplo após o Blip.[27]
- Daniel Brühl como Helmut Zemoː[13]
Terrorista Sokoviano responsável pela separação dos Vingadores em Captain America: Civil War (2016).[28][29] A série apresenta a máscara roxa tradicional de Zemo dos quadrinhos,[29] que Brühl estava entusiasmado em usar;[30] ele se sentia como um "barão" vestindo o traje atualizado, o que aponta para a versão "aristocrática" do Barão Zemo dos quadrinhos.[18] Brühl ficou emocionado ao retornar ao papel e apreciou o senso de humor do personagem,[31] acrescentando que a série parecia ao mesmo tempo conhecida e nova para ele em comparação com Civil War.[30] Skogland estava animada para explorar a complexidade de Zemo seguindo o lugar sombrio em que Civil War o deixou,[32] com a série mostrando que ele perdeu tudo e está pagando por seus crimes.[8] Spellman disse que a série iria explorar a história de origem de Zemo e mostrar como o personagem se vê como um herói.[33]
- Emily VanCamp como Sharon Carter / Mercador do Poderː
Um ex-agente da S.H.I.E.L.D. e a sobrinha de Peggy Carter.[12] Sharon Carter está fugindo desde que foi vista pela última vez em Civil War, e a série mostraria o que ela tem feito naquela época.[34] VanCamp explicou que Sharon está em um "lugar bastante sombrio" no início da série, e ela estava interessada em explorar novos lados dela, como sua raiva,[8] acrescentando que Sharon tinha "um pouco mais de vantagem" e um "chip em seu ombro". Embora a série não explique muito o que Sharon passou desde que foi vista pela última vez, VanCamp disse que ver onde ela acabou era para dar "uma sensação de que nem sempre foi fácil, e que os sacrifícios que ela fez nem sempre valeram a pena na cabeça dela".[35] Quando VanCamp soube que Carter era o Mercador do Poder, ela sentiu que isso solidificou a versão da personagem que aparece na série, e chamou a revelação de "muito apropriada [já que] ela foi ferida e desprezada e se rebelou".[36] Spellman disse que os roteiristas escolheram não "serem falsos" simplesmente dizendo que ela estava se escondendo, mas sim, como ela anteriormente tinha "uma qualidade muito jovem", Carter foi capaz de "[crescer]" por ser desprezada pela comunidade de inteligência.[37]
- Florence Kasumba como Ayo: membro das Dora Milaje, as forças especiais femininas de Wakanda.[38]
- Julia Louis-Dreyfus como Valentina Allegra de Fontaine:
Uma condessa que se encontra com Walker.[39] O produtor executivo Nate Moore descreveu Fontaine como um "Nick Fury mais amargo, engraçado, mas mais sombrio" e alguém "que conhece seus segredos" que opera na "área moral cinzenta",[40] com o produtor executivo Kevin Feige descrevendo-a como "em modo de recrutamento".[41]

Membros recorrentes dos Apátridas incluem Desmond Chiam como Dovich, Dani Deetté como Gigi, Indya Bussey como DeeDee, Renes Rivera como Lennox, Tyler Dean Flores como Diego e Noah Mills interpreta Nico. As estrelas convidadas adicionais incluem Amy Aquino como Christina Raynor, terapeuta de Barnes, Chase River McGee e Aaron Haynes interpretam os sobrinhos de Sam Wilson, AJ e Cass, Alphie Hyorth como senador dos EUA e seu representante no Conselho de Repatriação Global (CRG), Clé Bennett também aparece como Lemar Hoskins / Estrela Negra, sargento major do Exército dos EUA e parceiro de Walker. Carl Lumbly como Isaiah Bradley, um super soldado afro-americano que lutou na Guerra da Coréia antes de ser preso e passar por um experimento por 30 anos e Elijah Richardson como o neto de Isaiah, Eli Bradley e Gabrielle Byndloss como Olivia Walker, esposa de John.
Convidados adicionais incluem Ken Takemoto como Yori Nakajima, o pai de uma das vítimas do Soldado Invernal, Miki Ishikawa interpreta Leah, uma garçonete que tem um encontro com Bucky, Ness Bautista como Matias, membro dos Apátridas, Neal Kodinsky como Rudy, um apoiador dos Apátridas, Veronica Falcón como Donya Madani, a mãe adotiva de Morgenthau, Olli Haaskivi como Wilfred Nagel, cientista que recriou o soro do super soldado, Nicholas Pryor como Oeznik, mordomo de Zemo, Janeshia Adams-Ginyard e Zola Williams como Nomble e Yama, respectivamente, membros das Dora Milaje e Salem Murphy e Jane Rumbaua como Lacont e Ayla Perez, representantes do CRG da Índia e das Filipinas, respectivamente. Sara Haines faz uma pequena aparição como ela mesma.

## Episódios
| N.º | Título                                                                                | Dirigido por  | Escrito por                     | Exibição original   |
| --- | ------------------------------------------------------------------------------------- | ------------- | ------------------------------- | ------------------- |
| 1 | "New World Order" "Nova Ordem Mundial (BR/PT)"                                        | Kari Skogland | Malcolm Spellman                | 19 de março de 2021 |
| Depois que metade de toda a vida voltou do Blip, cinco anos após seu desaparecimento, Sam Wilson / Falcão trabalha com a Força Aérea dos EUA na Tunísia para rastrear um avião sequestrado por Georges Batroc e membros do grupo terrorista LAF. Wilson derrota os terroristas e recupera um refém do avião com o apoio do membro da Força Aérea, Joaquin Torres. Wilson recebeu o manto de Capitão América de Steve Rogers, mas ele reluta com essa ideia e, em vez disso, decide dar o escudo de Rogers ao governo dos EUA para que possa ser exibido em um museu com o traje de Rogers. Bucky Barnes, que foi recentemente perdoado, frequenta a terapia exigida pelo governo, onde discute suas tentativas de fazer as pazes por seu tempo como um assassino com lavagem cerebral, o Soldado Invernal. Torres investiga outro grupo terrorista, os Apátridas, que acreditam que a vida era melhor durante o blip. Torres testemunha os Apátridas assaltarem um banco na Suíça, antes de ser deixado inconsciente por um dos integrantes que parece ter força sobre-humana. Ele informa Wilson, que tem tentado ajudar sua relutante irmã, Sarah, nos negócios da família em Louisiana. O governo então nomeia um novo Capitão América, John Walker. |                                                                                       |               |                                 |                     |
| 2 | "The Star-Spangled Man" "O Herói Americano (BR)" O Homem da Estrela (PT)"             | Kari Skogland | Michael Kastelein               | 26 de março de 2021 |
| John Walker faz uma aparição no programa Good Morning America como Capitão América e revela seu desejo de viver à altura o manto de Steve Rogers. Enquanto isso, Sam e Bucky têm dificuldades para trabalharem juntos, quando Bucky expressa sua desaprovação na decisão de Sam de entregar o escudo de Rogers. Eles viajam juntos para a Alemanha e encontram os Apátridas contrabandeando remédios. Sam identifica um possível refém, mas descobre que é a líder do grupo, Karli Morgenthau. Os Apátridas, todos com força sobre-humana, rapidamente entram em combate com Bucky e Sam, até que Walker e Lemar Hoskins / Estrela Negra chegam para ajudar, embora o grupo consiga escapar. Walker pede que Bucky e Sam se juntem a ele para ajudar o Conselho de Repatriação Global (CRG) a reprimir as violentas revoluções pós-Blip, mas eles se recusam. Viajando para Baltimore, Bucky leva Sam para conhecer Isaiah Bradley, um super-soldado veterano que esteve na Guerra da Coréia, mas ele se recusa a ajudá-los devido ao seu passado conturbado com Bucky que, logo depois, é preso por faltar a uma sessão de terapia exigida pelo tribunal e libertado logo em seguida quando Walker intervém. Ele mais uma vez pede a Bucky e Sam para trabalharem com ele para rastrear os Apátridas, mas eles se recusam de novo e Walker os avisa para ficarem fora de seu caminho. Bucky sugere que eles visitem Helmut Zemo, na prisão em Berlim, para coletar informações relacionadas aos Apátridas. |                                                                                       |               |                                 |                     |
| 3 | "Power Broker" "Mercador do Poder (BR)" Mediador (PT)"                                | Kari Skogland | Derek Kolstad                   | 2 de abril de 2021  |
| Sem o conhecimento de Sam, Bucky orquestra um motim na prisão para ajudar Zemo a escapar, concordando em ajudar a deter os Apátridas. Eles viajam para Madripoor, uma cidade-estado santuário do crime, e se encontram com Selby, uma criminosa de alto escalão. Ela revela que foi o ex-cientista da Hydra, Dr. Wilfred Nagel, que foi contratado pelo Mercador do Poder para recriar o soro do super soldado. A identidade de Sam é exposta, Selby é morta e uma recompensa é posteriormente colocada para Sam, Bucky e Zemo, enquanto eles escapam. Sharon Carter, que vive como uma fugitiva, os salva de caçadores de recompensas e os traz para o laboratório de Nagel. Eles descobrem que ele recriou vinte doses do soro que Karli Morgenthau roubou. Zemo mata Nagel inesperadamente e o laboratório é destruído, mas Zemo rouba um veículo de fuga. Sharon fica para trás e Sam concorda em obter o perdão para ela. John Walker e Lemar Hoskins chegam a Berlim e deduzem que Bucky e Sam ajudaram Zemo a escapar. Enquanto os Apátridas invadem um depósito da CRG na Lituânia em busca de suprimentos, Zemo, Bucky e Sam viajam para a Letônia em busca de Morgenthau. Bucky reconhece dispositivos de rastreamento de Wakanda na rua e encontra a Dora Milaje Ayo, que quer Zemo. |                                                                                       |               |                                 |                     |
| 4 | "The Whole World Is Watching" "O Mundo Está Vendo (BR)" O Mundo Inteiro Assiste (PT)" | Kari Skogland | Derek Kolstad                   | 9 de abril de 2021  |
| Ayo dá a Bucky oito horas para usar Zemo antes que os Wakandanos o levem, pois Zemo matou seu rei, T'Chaka. Zemo ajuda a encontrar Morgenthau em um funeral de sua mãe adotiva, onde Walker e Hoskins os interceptam. Sam fala com Morgenthau sozinho e tenta persuadi-la a acabar com a violência, mas Walker, impaciente, intervém e uma luta começa. Zemo destrói a maior parte dos soros antes de ser apreendido por Walker, que, secretamente, pega o último frasco. Ayo e as Dora Milaje vão buscar Zemo, Walker se recusa a entregá-lo, um embate começa, terminando com Walker sendo humilhado pelas guerreiras de Wakanda, enquanto Zemo foge. Morgenthau ameaça a irmã de Sam, forçando-o a se encontrar com ela, e ela tenta persuadi-lo a se juntar à sua causa. Walker e Hoskins chegam e envolvem outros membros dos Apátridas. Durante a luta que começou, Morgenthau mata Hoskins, equando Walker, cheio de raiva e tendo injetado o soro do super soldado em si mesmo, mata Nico, um dos Apátridas, com o escudo na frente de espectadores horrorizados que filmam suas ações em seus telefones celulares. |                                                                                       |               |                                 |                     |
| 5 | "Truth" "Verdade (BR/PT)"                                                             | Kari Skogland | Dalan Musson                    | 16 de abril de 2021 |
| Sam e Bucky exigem o escudo de Walker, iniciando uma luta na qual Walker destrói o traje de Sam. A luta termina com Sam e Bucky pegando o escudo e quebrando o braço de Walker. Bucky encontra Zemo em Sokovia e o entrega para as Dora Milaje, enquanto Walker recebe uma dispensa não honrosa e é destituído de seu cargo como Capitão América. Logo depois, ele conhece a Condessa Valentina Allegra de Fontaine. Sam deixa o traje danificado com Torres e visita Isaiah Bradley, que afirma acreditar que um homem negro não pode, e não deve, ser o Capitão América. Sam volta para casa e ajuda sua irmã a consertar o barco da família, com a ajuda de vários de seus vizinhos e de Bucky, que entrega a Sam uma maleta dos Wakandanos. Sam e Bucky treinam com o escudo e concordam em superar seus passados e trabalhar juntos. Os Apátridas planejam um ataque a uma conferência do CRG na cidade de Nova York e se juntam a Batroc, que foi contratado secretamente por Sharon. Em uma cena no meio dos créditos, Walker constrói um novo escudo com ferro velho e suas medalhas de guerra. |                                                                                       |               |                                 |                     |
| 6 | "One World, One People" "Um Mundo, Um Povo (BR)" Um Só Mundo, Um Só Povo (PT)"        | Kari Skogland | Malcolm Spellman & Josef Sawyer | 23 de abril de 2021 |
| Vestindo um novo uniforme do Capitão América feito pelos Wakandanos, Sam voa para Nova York para salvar o CRG do ataque dos Apátridas com a ajuda de Bucky, Sharon e Walker. Sharon acidentalmente revela para Batroc que ela é o Mercador do Poder e o mata, enquanto Wilson tenta argumentar com Morgenthau, antes de Sharon a matar também. Sam convence o CRG a adiar a realocação forçada de pessoas deslocadas pelas quais Morgenthau morreu lutando e, em vez disso, se esforça para ajudá-los. Os restantes dos Apátridas aprimorados com soro são capturados por Bucky e Walker e enviados para a Balsa, mas são explodidos pelo mordomo de Zemo no caminho. Valentina dá a Walker um novo uniforme e o codinome de Agente Americano. Bucky faz as pazes com todos que ele feriu como o Soldado Invernal, enquanto Sam mostra um memorial dedicado a Isaiah Bradley adicionado à exibição do museu Capitão América. Em uma cena no meio dos créditos, depois de receber um perdão total, Sharon volta a se juntar à CIA e pretende usar esse acesso para vender segredos e recursos do governo. |                                                                                       |               |                                 |                     |

## Produção

### Desenvolvimento
Em setembro de 2018, a Marvel Studios estava desenvolvendo várias séries limitadas para o serviço de streaming de sua empresa-mãe Disney, Disney+, centradas em personagens secundários dos filmes do UCM que não haviam estrelado seus próprios filmes. Esperava-se que os atores que retratavam os personagens nos filmes reprisassem seus papéis para a série limitada. A série deveria ter de seis a oito episódios cada e ter um "orçamento robusto que rivaliza com o de uma grande produção de estúdio". A série seria produzida pela Marvel Studios ao invés da Marvel Television, que produziu séries de televisão anteriores no MCU. O presidente da Marvel Studios, Kevin Feige, estava assumindo um "papel prático" no desenvolvimento de cada série, focando na "continuidade da história" com os filmes e "lidando" com os atores que estariam reprisando seus papéis do filmes.
Malcolm Spellman foi contratado para escrever uma série limitada que se concentraria em Sam Wilson / Falcão de Anthony Mackie e Bucky Barnes / Soldado Invernal de Sebastian Stan. Feige acreditava que os filmes do UCM não tinham explorado o suficiente desses personagens, com a Marvel especialmente querendo explorar mais a dupla depois de ver a reação do público à sua "dinâmica divertida" nos filmes Captain America: The Winter Soldier (2014) e Captain America: Civil War (2016). Mackie e Stan já haviam expressado interesse em estrelar um filme spin-off de UCM juntos, com Stan comparando a ideia potencial a filme de amigos como Midnight Run (1988) e 48 Hrs. (1982). Era intenção do Marvel Studios que a série usasse o formato "dois amigos" como os filmes de antigamente. Cada escritor desenvolveu seu argumento com um executivo da Marvel Studios; Spellman trabalhou com Nate Moore, e seu argumento focou em raça e identidade. Ele usou 48 Hrs., The Defiant Ones (1958), Lethal Weapon (1987) e Rush Hour (1998) como exemplos de filmes de amigos que lidavam com questões raciais, dos quais Spellman queria modelar a série. Spellman estava com enxaqueca quando apresentou sua proposta ao Feige e disse que a apresentação não foi bem. Moore defendeu ele e sua abordagem, o que Spellman sentiu que era porque Moore concordou que focar na raça era a direção certa para a série. Spellman foi contratado para escrever a série limitada no final de outubro de 2018. Feige sentiu que Spellman era a pessoa certa para o trabalho, porque ele entendeu o que era necessário para tornar a série divertida e cheia de ação, ao mesmo tempo em que era um escritor negro de televisão, o que lhe deu o ponto de vista necessário para contar o tipo de história que eles queriam sobre Sam Wilson.
A série foi oficialmente anunciada em abril de 2019, com o título The Falcon and the Winter Soldier, e Kari Skogland foi contratada para dirigir todos os seis episódios um mês depois. A série é renomeada na tela como Captain America and the Winter Soldier no final do sexto episódio. Cada episódio tem cerca de 45–55 minutos de duração, com os orçamentos para cada episódio estipulados em até US$ 25 milhões. Os produtores executivos da série são Kevin Feige, Louis D'Esposito, Victoria Alonso, Net Moore, Kari Skogland e Malcolm Spellman.

### Roteiro
A série se passa entre três a seis meses após Avengers: Endgame (2019), que mostra Steve Rogers passando o seu escudo e o manto do Capitão América para Sam. Feige disse que pretendia ser uma "passagem clássica da tocha de um herói para outro", mas quando o Marvel Studios teve a oportunidade de fazer uma série de televisão para o Disney+, eles decidiram expandir isso para uma história inteira sobre Wilson, que é um homem negro, tornando-se o Capitão América. Skogland chamou a série de "uma história sobre o primeiro Capitão América negro". Anthony Mackie estava hesitante sobre a série, porque sentiu que não seria capaz de igualar a qualidade dos filmes do UCM, e ele não queria que um ator negro fosse o protagonista do primeiro fracasso da Marvel, mas foi conquistado pelo roteiro de Spellman. Mackie disse que a série iria explorar a história de Wilson e tratá-lo como um "cara normal" em um mundo de super-heróis, enquanto "caminhava na linha de quem pegaria o escudo [do Capitão América]" após o Ultimato. Ele sentiu que havia uma "marca de pessoa" específica que era esperada do Capitão América, e parte do questionamento de Wilson sobre o manto veio de saber, como um homem negro, que "você não pode ser a mesma pessoa em todas as salas em que entra, porque cada pessoa que você conhece espera uma pessoa diferente". Spellman sentiu que a série era "uma boa progressão" dos temas de identidade racial que foram apresentados em Black Panther (2018), e estava esperançoso de que a série teria um impacto positivo na juventude negra como o filme do Pantera teve. Ele notou que, além de si mesmo e Moore, mais da metade da equipe de roteiristas da série também era negra, o que reforçou o retrato da série de Wilson como um "personagem decididamente negro". Mackie disse que estava pegando o manto deixado pela estrela do Black Panther, Chadwick Boseman, que morreu em agosto de 2020. Sebastian Stan explicou que Bucky se sente protetor do legado de Steve Rogers e quer que Sam se torne o Capitão América, já que Steve o escolheu. A dúvida que Sam tem sobre assumir o manto torna-se um conflito para Bucky. Em relação à progressão de Sam de relutante em empunhar o escudo para finalmente usá-lo, Skogland indicou que ele precisava "se envolver em uma conversa pública e privada sobre o que significa para um homem negro pegar um símbolo tão icônico e historicamente branco "que o ajudaria a definir o que significa ser um herói na sociedade moderna versus quando Rogers se tornou o Capitão América na década de 1940. Skogland também acreditava que essa era uma progressão importante para os espectadores terem junto com Sam, uma vez que "o escudo significa coisas diferentes para pessoas diferentes" e todos os aspectos dele como um símbolo precisam ser explorados.

Se você quiser ser honesto com eles, não pode evitar todo o trauma pelo qual Bucky passou e não pode evitar o fato de Sam ser negro.

—O showrunner Malcolm Spellman fala sobre as questões centrais enfrentadas por Bucky Barnes e Sam Wilson na série
Derek Kolstad juntou-se à equipe de escritores da série em julho de 2019, e disse que estaria trazendo "uma piscadela e um aceno" para o estilo de construção de mundo e desenvolvimento de personagem de sua franquia de filmes John Wick. Feige disse que a série seria mais um reflexo do mundo real do que os projetos anteriores do UCM, com o compositor Henry Jackman dizendo que a série lida com "questões menos confortáveis ... pesadas", como que tipo de pessoa deve segurar o escudo e "como os negros se sentiriam sendo o Capitão América". Skogland acrescentou que outras questões "difíceis de falar sobre" que a série explora incluem ideias de patriotismo e extremismo, fazendo as seguintes perguntas: "Quem é um americano e quem decide quais princípios o país defende? O que obriga que as pessoas tomem atitudes extremas em nome do que acreditam ser patriotismo? " Skogland observou que o Capitão América sempre foi usado para explorar ideias políticas nos quadrinhos desde a primeira aparição do personagem em 1941, quando foi retratado socando Adolf Hitler. Stan disse que os telespectadores seriam capazes de comparar os eventos da série com a invasão do Capitólio dos Estados Unidos em 2021, embora isso não tenha sido intencional, já que a série foi escrita antes desse evento.
O Blip — onde metade de toda a vida no universo desapareceu em Avengers: Infinity War (2018) e voltou durante Endgame — é a "fonte primária de conflito" de The Falcon and the Winter Soldier com todos os personagens respondendo a ele, com Spellman notando que eles queriam que essa crise fosse algo com que os espectadores pudessem se identificar, acrescentando os heróis, seus problemas e suas visões de mundo "da época". Spellman também viu paralelos entre o Blip e a pandemia de COVID-19, com o cenário da série sendo descrito como "um mundo vivendo para a estabilidade, após uma catástrofe global". Ele sentiu que um evento global como o Blip ou uma pandemia poderia unir ou dividir, e cada episódio da série é definido por este "puxa-empurra". Um dos antagonistas da série, o Flag-Smashers, é um grupo anarquista e antipatriotismo que acredita que o mundo era melhor durante o Blip e "nasceu" desse evento. Os Apátridas e Helmut Zemo "acreditam que são os heróis" e estão respondendo ao Blip com visões que fazem os heróis e a população cederem como pontos válidos. Skogland acreditava a série se passar após o Blip foi crítico, pois é quando as complicações de todos voltando começam a superar o choque e as alegrias iniciais. A co-produtora executiva Zoie Nagelhout e Moore sentiram que o Blip ajudou Sam e Bucky a descobrirem suas identidades neste mundo novo e diferente. Spellman acrescentou que a identidade é um dos principais temas de The Falcon and the Winter Soldier, com a história forçando Sam, Bucky, Sharon Carter e Helmut Zemo a "repensar como eles se veem e confrontar como o mundo os vê".
Henry Jackman descreveu a série como um drama psicológico, enquanto Anthony Mackie e Sebastian Stan disseram que era "parte épico de super-heróis cheio de ação, parte comédia constrangedora de amigos". Stan comparou o tom da série ao filme do UCM mais realista e fundamentado, Captain America: The Winter Soldier. Ele acrescentou que ter um tempo de execução mais longo do que um filme permitiu que a série explorasse a vida pessoal dos personagens-título e mostrasse como é um dia em cada uma de suas vidas, e disse que combinaria a relação existente dos personagens com a dinâmica fora da tela dos atores. Spellman queria "ir para casa" com os personagens e deixar os atores mostrarem suas habilidades ao invés de simplesmente focar na ação da série e disse que o espírito e o conflito dos personagens-título eram o que permaneciam consistentes à medida que o projeto se desenvolvia de sua apresentação inicial à série final. Ele os comparou ao fogo e ao gelo, dizendo: "Sam reage espontaneamente do intestino, e Bucky é mais frio e calculista". Spellman disse que houve um "momento de 12 segundos em Civil War em que parece que todos os fãs da Marvel sabiam que [Sam e Bucky seriam] capazes de sustentar um filme ou uma franquia", referindo-se a uma cena em que os dois personagens discutem sobre a colocação do assento de Sam. A série se baseia na química daquela cena, em vez de desenvolver seu tom do zero. Skogland e Spellman notaram que Sam e BUcky não são necessariamente amigos nos filmes, mas eles têm Steve Rogers como um "denominador comum". Sem Steve, o relacionamento subjacente da dupla está agora "exposto" e forçado a se desenvolver. Stan disse que sem Steve, Bucky e Sam foram para "cantos opostos em termos de enfrentar suas vidas [e] seus demônios", mas eles estavam fazendo as mesmas perguntas.
Alguns dos primeiros elementos selecionados para figurar na série, antes da contratação de Spellman, foram as inclusões de Zemo e Valentina Allegra de Fontaine, e que Sharon seria o Mercador do Poder. Tornar Sharon o Mercador do Poder foi inspirado em uma história em quadrinhos do Capitão América da década de 1990, em que Carter foi exilada da S.H.I.E.L.D. por anos o que a tornou "super salgada". Anthony e Joe Russo e Christopher Markus e Stephen McFeely, os diretores e roteiristas de Avengers: Infinity War e Avengers: Endgame, tentaram incorporar Sharon nesses filmes várias vezes, mas no final das contas não se deram conta do grande número de outros personagens já apresentados. Quando o desenvolvimento da série do Disney+ começou, Moore sentiu que o conceito de The Falcon and the Winter Soldier estava "se tornando a história de Sharon Carter".
Spellman usou seu conhecimento geral da Marvel Comics e do UCM, junto com o de Moore e Nagelhout, para criar a série, ao invés de basear-se em histórias em quadrinhos específicas, embora ele tenha citado Truth: Red, White & Black como uma grande influência na série. Moore não gostou da história em quadrinhos quando a leu, mas gostou das ideias que ela apresentava e sentiu que Spellman, que defendia fortemente o uso de elementos da história em quadrinhos, havia integrado esses elementos da história na série de uma maneira inteligente. Feige estava nervoso com a adaptação de Truth porque sentiu que eles não seriam capazes de fazer justiça a ele e a seu personagem principal, Isaiah Bradley, se fossem apenas uma pequena parte da série, mas mudou de ideia quando viu o quão central Isaiah era para os temas da série. Skogland acrescentou que os roteiristas criaram personagens únicos para a série e voltariam aos quadrinhos para encontrar nomes apropriados que fossem "relevantes" e se encaixassem nos arquétipos, mesmo que não fossem traduções diretas de como foram usados nos quadrinhos; os Apátridas foram um exemplo disso. Kolstad sentiu que seria interessante pegar personagens secundários dos filmes e colocar nos papéis principais na série e disse que eles teriam que enfrentar quem eles são." Ele acrescentou que outros personagens de filmes anteriores da Marvel são inseridos na série e mudam a narrativa de novas maneiras. Com a aquisição da 21st Century Fox pela Disney, permitindo que a Marvel recuperasse os direitos das propriedades dos X-Men e do Quarteto Fantástico, o Marvel Studios foi capaz de incluir elementos dessas propriedades na série. Isso inclui Madripoor, local que Feige disse ser "mais um easter egg". Antes da estreia da série, Spellman disse que havia três projetos do Marvel Studios que ele conhecia que se relacionariam com a série.

### Escolha do elenco

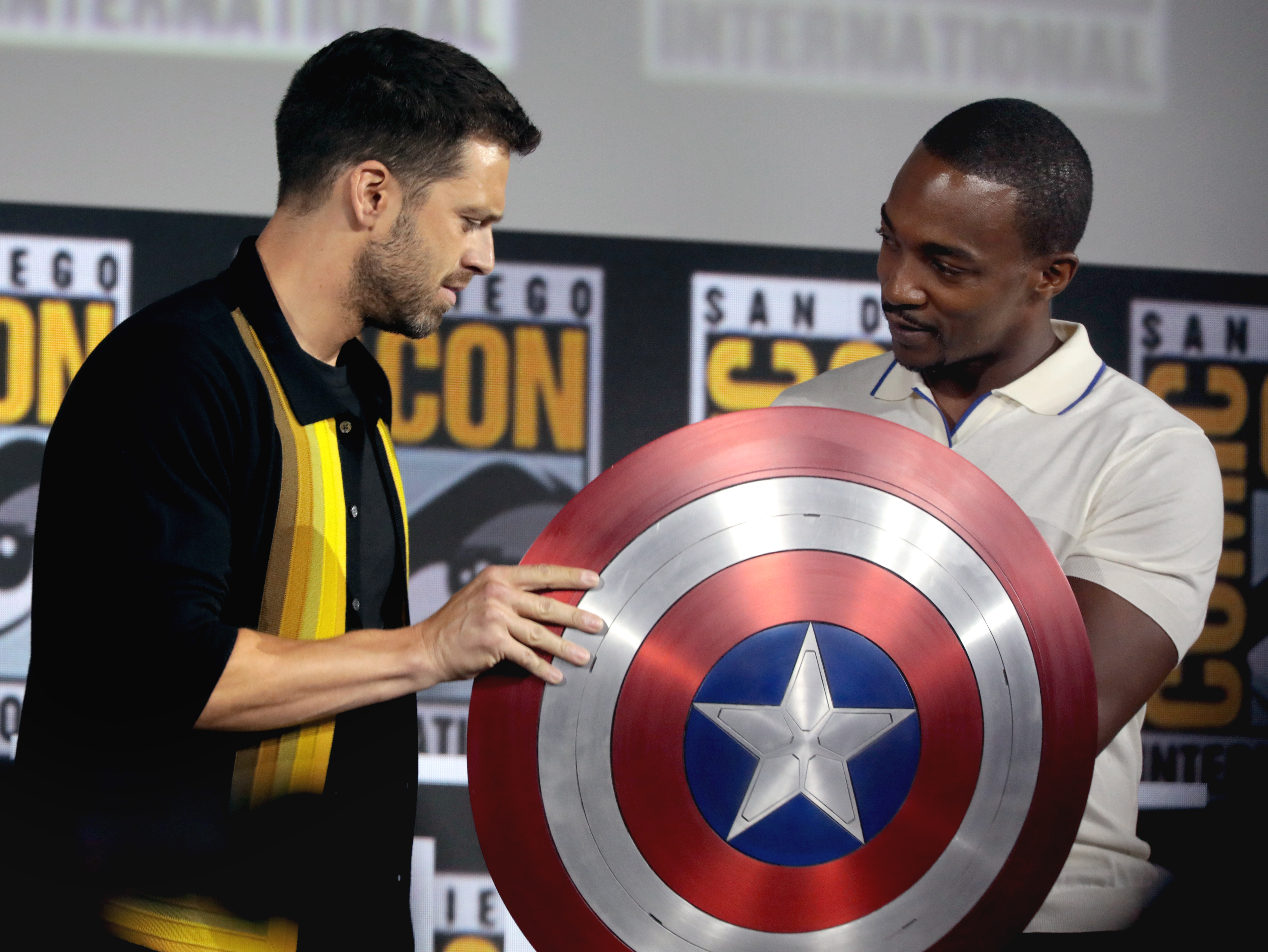
Sebastian Stan e Anthony Mackie durante a apresentação da série na San Diego Comic-Con International 2019.

Com o anúncio oficial da série em abril de 2019, veio a confirmação de que Mackie e Stan iriam repetir seus papéis de Wilson e Barnes, respectivamente, na série. No mês seguinte, Daniel Brühl e Emily VanCamp entraram em negociações para reprisar seus papéis no cinema de Helmut Zemo e Sharon Carter, respectivamente. Brühl foi confirmado para a série em julho de 2019, e VanCamp foi confirmado um mês depois, quando Wyatt Russell foi anunciado para ser escalado para a série como John Walker. Os trabalhos antigos de Russell retratando "o preguiçoso com cabelo comprido e barba" não se prestava a esse papel, mas a Marvel gostou de como sua "energia única" diferenciava Walker de Sam e Bucky.
As fotos do set em novembro de 2019 revelaram que Adepero Oduye iria aparecer na série, interpretando a irmã de Sam, Sarah Wilson. Fotos adicionais do set em setembro de 2020 revelaram que Georges St. Pierre reprisaria seu papel como Georges Batroc de Capitão América: O Soldado Invernal, e que Erin Kellyman havia se juntado ao elenco, interpretando Karli Morgenthau. No mês seguinte, Danny Ramirez foi escalado para "um papel fundamental" de Joaquim Torres. O envolvimento de Kellyman foi confirmado em dezembro. Em fevereiro de 2021, Don Cheadle revelou que ele aparecerá na série como James "Rhodey" Rhodes / Máquina de Combate. Florence Kasumba também reprisa seu papel como Ayo dos filmes anteriores do UCM. Julia Louis-Dreyfus foi escalada como Valentina Allegra de Fontaine. A Vanity Fair  relatou que Louis-Dreyfus era esperada para aparecer pela primeira vez em Black Widow (2021), antes que os atrasos adiassem o lançamento do filme para depois da série; não estava claro se ela ainda apareceria no filme.
Em dezembro de 2019, Desmond Chiam e Miki Ishikawa se juntaram ao elenco e Noah Mills foi escalado um mês depois. Em fevereiro de 2020, Carl Lumbly se juntou ao elenco como Isaiah Bradley. Um ano depois, o trailer da série revelou que Amy Aquino foi escalada na série como a Dra. Christina Raynor, terapeuta de Bucky. Janeshia Adams-Ginyard e Zola Williams reprisam seus papéis como Nomble e Yama, respectivamente, membros das Dora Milaje, de filmes anteriores do UCM.

### Design
A sequência dos créditos finais da série foi notada por apresentar "teasers, referências e alusões emocionantes aos quadrinhos". Estes incluíram o Enhanced Humans Act e Thaddeus "Thunderbolt" Ross; os Acordos de Sokovia; um pôster de procurada para Karli Morgenthau e vários ataques realizados pelos Apátridas; Madripoor e o Salão de Macacos de Bronze / Latão; tentativas anteriores de replicar o programa Capitão América, incluindo o personagem de Carl Lumbly sendo rotulado de "sujeito"; e o Mercador do Poder.

### Filmagens
As filmagens começaram em 31 de outubro de 2019, no Pinewood Atlanta Studios em Atlanta, na Geórgia, com direção de Skogland e P.J. Dillon atuando como diretor de fotografia. A série é filmada sob o título provisório "Tag Team". Mackie e Stan anunciaram o início oficial das filmagens em 4 de novembro. Mackie comparou a filmagem da série com a produção dos filmes UCM, dizendo que parecia filmar um filme de seis horas que seria dividido em episódios individuais ao invés de filmar um episódio de cada vez. Feige disse que a série teria a "experiência cinematográfica" de um filme do UCM em seis episódios, enquanto Skogland sentiu que a série era "identificável" para os filmes, uma vez que apresentava "ação, comédia, [um] ritmo de alta octanagem, rostos familiares e novos personagens". Skogland se inspirou nos filmes de David Lean e Midnight Cowboy (1969) para a série, bem como o filme francês Intouchables (2011). Intocáveis ajudou ela a "se sentir segura para explorar algumas das vulnerabilidades" de Sam e Bucky, o que se traduziu em diferentes abordagens para filmar cada personagem. Por exemplo, a abordagem de Skogland para Sam era ter a câmera mais atrás para capturar o que estava ao seu redor, enquanto para Bucky foi tentar "estar na cabeça dele" usando fotos em close-up e um foco superficial que excluía o fundo.
As filmagens em locação ocorreram na área metropolitana de Atlanta de novembro a fevereiro de 2020. As filmagens também ocorreram na Base Aérea Dobbins em Marietta, Geórgia e na Base Aérea Maxwell em Montgomery, Alabama. VanCamp filmou sua parte na série simultaneamente com seu papel na série The Resident, da Fox Broadcasting Company, já que também é filmado em Atlanta. Em meados de janeiro de 2020, as filmagens deveriam ocorrer em Arecibo, Porto Rico, por duas semanas, mas por causa dos terremotos na ilha, a produção foi suspensa. Em 3 de março, foi revelado que a produção se mudaria para Praga, na República Tcheca, por três semanas até 25 de março, com as filmagens na cidade começando em 6 de março e continuando até a semana de 16 de março. No entanto, as filmagens para a série foi interrompida em 10 de março devido à pandemia de COVID-19 e os membros da produção retornaram a Atlanta. Sebastian Stan disse que as filmagens seriam concluídas assim que fosse seguro, estimando que seriam necessárias pelo menos mais duas ou três semanas de filmagem. No início de maio, a República Tcheca permitiu que as produções de televisão e cinema recomeçassem imediatamente, desde que seguissem as novas diretrizes de higiene para o elenco e os membros da equipe, e no final de junho, o chefe da comissão de cinema na República Tcheca anunciou que o elenco e a equipe envolvidos em produções de cinema e TV estariam isentos da proibição de viagens da União Europeia a cidadãos dos EUA, que entraria em vigor em 1º de julho.
A produção também foi programada para retomar no Pinewood Atlanta Studios em agosto. Skogland disse que a equipe da série sabia exatamente o que precisava filmar assim que as filmagens pudessem começar novamente. No início de setembro, as filmagens ocorreram na Atlantic Station, e no final do mês VanCamp havia terminado de filmar suas cenas. As filmagens foram retomadas em Praga em 10 de outubro de 2020, no Mosteiro de São Gabriel em Smichov e no Cemitério Olšany. De acordo com Mackie, o elenco e a equipe foram submetidos a quarentena estrita e medidas de distanciamento social durante as filmagens em Praga. A produção foi encerrada no dia 23 de outubro.

### Pós-produção
Kari Skogland disse que a equipe da série usou seu tempo com sabedoria quando a produção foi encerrada devido à pandemia, permitindo que continuassem com o trabalho de pós-produção da série e tomassem decisões que normalmente não teriam tempo de tomar. Jeffrey Ford, Kelley Dixon, Todd Desrosiers e Rosanne Tan editaram diferentes episódios da série. Os efeitos visuais foram fornecidos por Cantina Creative, Crafty Apes, Digital Frontier, Industrial Light & Magic, QPPE, Rodeo FX, Sony Pictures Imageworks, Stereo D, Technicolor VFX, Tippett Studio, Trixter e Weta Digital.

### Música
Henry Jackman, que compôs as trilhas de Captain America: The Winter Soldier e Captain America: Civil War, começou a compor a trilha para série em dezembro de 2020. Por estar retornando à franquia depois de vários anos, Jackman começou criando um "pacote de atendimento de áudio" com diferentes temas, orquestrações e harmonias que ele havia composto para os filmes do Capitão América, para se lembrar desse trabalho e organizá-lo antes de abordar música para a série. Jackman explicou que o formato da série lhe permitiu escrever uma gama mais ampla de músicas do que os filmes, uma vez que ainda exigia música para grandes sequências de ação, enquanto tinha tempo para momentos mais tranquilos e baseados em personagens. Ele descreveu a música para as últimas sequências como sendo mais paciente, com instrumentação "mais leve e mais fina". Os muitos locais visitados na série também permitiram a Jackman explorar algumas músicas específicas do ambiente, como elementos do gênero Blues ao explorar a história de Wilson na Louisiana, ou música eletrônica para Madripoor, que Jackman descreveu como "um cenário rave sujo".
Jackman repete vários de seus temas dos filmes da série: o compositor expandiu seu tema do Falcão de The Winter Soldier para um tema de super-herói completo inspirado na música clássica, que ele combinou com alguns dos elementos do Blues para reconhecer a história de Wilson (o novo tema do Falcon é usado como o tema dos créditos finais da série, intitulado "Louisiana Hero"); O tema do Soldado Invernal, que consiste em um "grito" e "clangs" que ele descreveu como "os últimos fragmentos de um humano alma presa dentro de alguma moldura mecanicista", é ouvida durante flashbacks dos tempos do personagem como um assassino; O tema "aranha, meio turbulento" de Zemo de Civil War retorna para o personagem; e Jackman usou uma versão off-key de seu tema do Capitão América para representar John Walker. O compositor havia escrito um tema nostálgico para a identidade civil de Barnes em The Winter Soldier que estava ligado à história do personagem dos anos 1940, mas ele decidiu não usar na série por achar que não combinava com a versão moderna do personagem. Em vez disso, ele pegou um elemento do final de seu tema do Soldado Invernal que é tocado em cordas em uma escala octatônica "perturbadora" e "endireitou-o" em uma escala diatônica para criar uma nova melodia civil para o personagem que é tocado em cordas, piano e violão. Para os Apátridas, Jackman compôs um novo tema com uma melodia em desenvolvimento e uma "vibração distópica".

A trilha de Jackman para a série está sendo lançada digitalmente pela Marvel Music e Hollywood Records em dois volumes: a trilha dos episódios um a três foi lançada em 9 de abril de 2021 e a trilha dos episódios quatro a seis será lançada em 30 de abril de 2021. "Louisiana Hero" foi lançado digitalmente como single em 26 de março.
| The Falcon and the Winter Soldier: Vol. 1 (Episodes 1–3) [Original Soundtrack] |                             |         |  |
| N.º                                                                            | Título                      | Duração |  |
| 1.                                                                             | "Louisiana Hero"            | 2:14    |  |
| 2.                                                                             | "Tough Act to Follow"       | 1:16    |  |
| 3.                                                                             | "Airborne Operation"        | 5:56    |  |
| 4.                                                                             | "Smithsonian Tribute"       | 0:53    |  |
| 5.                                                                             | "Nightmares"                | 1:22    |  |
| 6.                                                                             | "What Do You Want?"         | 1:22    |  |
| 7.                                                                             | "Pluck Up the Nerve"        | 1:53    |  |
| 8.                                                                             | "New Agitators"             | 1:13    |  |
| 9.                                                                             | "The Wrong Guy"             | 1:38    |  |
| 10.                                                                            | "America's Sweetheart"      | 1:05    |  |
| 11.                                                                            | "No Parachute"              | 1:29    |  |
| 12.                                                                            | "Stakeout"                  | 1:39    |  |
| 13.                                                                            | "Outmatched"                | 2:46    |  |
| 14.                                                                            | "Safe House"                | 2:41    |  |
| 15.                                                                            | "Someone You Should Meet"   | 1:09    |  |
| 16.                                                                            | "Overlooked For Promotion"  | 1:20    |  |
| 17.                                                                            | "Warranted Attention"       | 1:03    |  |
| 18.                                                                            | "Fraying Edges"             | 2:04    |  |
| 19.                                                                            | "Take One For the Team"     | 2:21    |  |
| 20.                                                                            | "Unnecessary Use of Force"  | 1:48    |  |
| 21.                                                                            | "Prison Break"              | 4:41    |  |
| 22.                                                                            | "A Marriage of Convenience" | 0:32    |  |
| 23.                                                                            | "A Pure Heart"              | 1:48    |  |
| 24.                                                                            | "Town"                      | 1:24    |  |
| 25.                                                                            | "Attack, Soldier!"          | 1:47    |  |
| Duração total:                                                                 | Duração total:              | 58:54   |  |

| The Falcon and the Winter Soldier: Vol. 2 (Episodes 4–6) [Original Soundtrack] |                            |                |         |  |
| N.º                                                                            | Título                     | Artist         | Duração |  |
| 1.                                                                             | "Louisiana Hero (Reprise)" |                | 3:22    |  |
| 2.                                                                             | "You're Free"              |                | 1:58    |  |
| 3.                                                                             | "Master Manipulator"       |                | 1:03    |  |
| 4.                                                                             | "Once More Into the Fray"  |                | 2:52    |  |
| 5.                                                                             | "Live Accordingly"         |                | 1:51    |  |
| 6.                                                                             | "Mêlée à Trois"            |                | 1:03    |  |
| 7.                                                                             | "A Losing Battle"          |                | 1:04    |  |
| 8.                                                                             | "Passacaglia"              |                | 2:44    |  |
| 9.                                                                             | "Relieved of Duty"         |                | 2:25    |  |
| 10.                                                                            | "Sokovian Memorial"        |                | 1:56    |  |
| 11.                                                                            | "Isaiah Bradley"           |                | 3:41    |  |
| 12.                                                                            | "Backstory"                |                | 1:51    |  |
| 13.                                                                            | "Real Partners"            |                | 1:33    |  |
| 14.                                                                            | "Home Truths"              |                | 2:25    |  |
| 15.                                                                            | "Opening Gambit"           |                | 3:05    |  |
| 16.                                                                            | "Leading the Charge"       |                | 2:41    |  |
| 17.                                                                            | "Flag Smasher Fight"       |                | 1:46    |  |
| 18.                                                                            | "Fall from Grace"          |                | 3:02    |  |
| 19.                                                                            | "Elegy"                    |                | 1:53    |  |
| 20.                                                                            | "Captain America"          |                | 3:27    |  |
| 21.                                                                            | "An Unbalanced Mind"       |                | 2:11    |  |
| 22.                                                                            | "Into the Tunnels"         |                | 1:49    |  |
| 23.                                                                            | "Making Amends"            |                | 3:51    |  |
| 24.                                                                            | "Never Forget"             |                | 2:07    |  |
| 25.                                                                            | "Epilogue"                 |                | 0:52    |  |
| Duração total:                                                                 | Duração total:             | Duração total: | 1:00:33 |  |

## Marketing
Um pequeno teaser de The Falcon and the Winter Soldier foi mostrado na San Diego Comic-Con 2019, apresentando Brühl como Zemo, com o personagem usando sua máscara roxa tradicional dos quadrinhos. Skogland viajou para Budapeste, onde Brühl estava filmando The Alienist: Angel of Darkness, para capturar a filmagem. A arte conceitual da série com designs para os trajes dos personagens está incluída em Expanding the Universe, um especial da Marvel Studios que estreou na Disney+ em 12 de novembro de 2019.
Em dezembro, Feige estreou as primeiras imagens da série na Comic Con Experience. Matt Goldberg, da Collider, descreveu estes como mais fundamentados do que a série WandaVision da Disney, que também foi promovida no evento, com um "thriller de espionagem padrão" semelhante aos filmes do Capitão América em que os personagens-título foram apresentados. Um comercial da série, WandaVision, e Loki foi mostrado durante o Super Bowl LIV. Julia Alexander do The Verge disse que a filmagem "não era muito", mas oferecia "vislumbres suficientes para provocar os fãs". Haleigh Foutch no Collider sentiu todos os comerciais do Super Bowl, os teasers da Marvel "roubaram o show" e tinham "muito com que ficar animado".Um trailer da série foi lançado durante o Disney Investor Day em dezembro de 2020. Os escritores da Polygon disseram que o trailer "certamente foi entregue" e sentiram que a série era semelhante em escopo a um filme UCM. Eles disseram que embora o trailer não tivesse muitas dicas para o MCU mais amplo, ele apresentou os antigos e novos vilões da série, Zemo e os Flag-Smashers. Angie Han, do Mashable, disse que o trailer "promete ação explosiva, um enredo ambicioso, alguns vilões muito assustadores e, o melhor de tudo, um retorno da dinâmica do casal estranho e dos melhores amigos dos personagens de Captain America: Civil War". Laura Hurley, do CinemaBlend, chamou a ação vista no trailer de "tão épica que eu teria acreditado que fosse um trailer de um filme do UCM para uma tela grande ao invés de um programa de TV chegando à Disney+". Escrevendo para o io9, Charles Pulliam-Moore chamou o trailer de "nada menos que maluco".
Um spot de televisão foi mostrado durante o Super Bowl LV, que anunciou o lançamento do segundo trailer da série. Ben Pearson do /Film disse que o trailer foi "um retorno ao estilo mais convencional, divertido e cheio de ação da Marvel house que os fãs esperam", após o lançamento do menos convencional WandaVision, que recebeu algumas reclamações do público. Pearson se perguntou o quão diferente essa perspectiva seria se The Falcon and the Winter Soldier fosse lançado antes de WandaVision, como originalmente planejado. Ethan Alter do Yahoo! também falou das comparações com WandaVision e concordou com Pearson, dizendo que a série "parece que vai trazer os fogos de artifício que o público tradicionalmente espera das aventuras de MCU cedo e frequentemente". Brenna Ehrlich da Rolling Stone chamou o trailer de "repleto de explosões, acrobacias de virar o estômago e todo tipo de intriga". Falando sobre a aparição de Sharon Carter no trailer, Ian Cardona da Comic Book Resources sentiu que mesmo que tenha sido alguns segundos, a personagem estava "finalmente recebendo o respeito que merece" depois de "obter a ponta curta do bastão" em sua aparição anterior. De acordo com a "análise de mídia social", o trailer e o comercial de televisão tiveram 125 milhões de visualizações combinadas em 24 horas. Tornou-se o trailer mais assistido de uma série em streaming, ultrapassando os 53 milhões de visualizações do trailer WandaVision de setembro de 2020 lançado durante o 72º Primetime Emmy Awards. O trailer teve 217.000 menções nas redes sociais e o maior volume de Pesquisa Google entre todas as ofertas de entretenimento. O trailer foi o quinto spot mais pesquisado do Super Bowl cinco minutos depois de ser lançado, de acordo com a EDO. Anthony D'Alessandro, do Deadline Hollywood, notou que era "extremamente raro" um trailer estar no top 10 do EDO. De acordo com o YouTube, o trailer foi o sexto anúncio mais assistido do Super Bowl LV no site.
Quatro episódios da série Marvel Studios: Legends, que serão lançados, explorarão o Falcão, o Soldado Invernal, com Zemo e Sharon Carter, usando imagens de suas aparições nos filmes do UCM. Os episódios do Falcão e do Soldado Invernal foram lançados em 5 de março de 2021, com os episódios de Zemo e Sharon Carter sendo lançados em 12 de março de 2021. Também em março, o Xbox lançou comerciais de promoção da série com o Xbox Series X e Series S e o Xbox Game Pass. Os comerciais apresentam Anthony Mackie ao lado de DC Pierson como Aaron, um vendedor de loja de jogos, reprisando seu papel de Captain America: The Winter Soldier, onde ele era um funcionário da Apple Store. Aaron é revelado ser o Noobmaster69, o jogador de Fortnite que Thor ameaça em Avengers: Endgame. Um trailer final da série foi lançado em 15 de março. Austen Goslin do Polygon achou que era uma boa exibição da história, ação e brincadeiras da série, enquanto Matthew Jackson da Syfy Wire sentiu que esclareceu que a série seria uma "luta pessoal". Ao dizer isso, os trailers anteriores mostraram que a série poderia "abrir o futuro para este canto específico" do UCM. Discutindo o trailer para o io9, James Whitbrook destacou a ênfase nas ameaças físicas e existenciais a Sam e Bucky, e disse que ficou intrigado com a representação dos Apátridas como um movimento ao invés de um único personagem. Em janeiro de 2021, a Marvel anunciou seu programa "Marvel Must Haves", que revela novos brinquedos, jogos, livros, roupas, decoração e outras mercadorias relacionadas a cada episódio de The Falcon and the Winter Soldier na segunda-feira após o lançamento de um episódio. Em 15 de março, roupas em geral, Funko Pops, colecionáveis, acessórios e utensílios domésticos para a série foram revelados para o programa, com a mercadoria "Must Haves" para os episódios começando a partir de 22 de março e concluindo em 26 de abril. Em junho de 2021, a Hyundai Motor Company lançou um comercial apresentando Mackie como Sam / Capitão América, promovendo The Falcon and the Winter Soldier e o Hyundai Tucson. O comercial foi produzido pela Marvel junto com comerciais semelhantes para WandaVision, Loki e What If...?, e tinha como objetivo contar uma história "no-mundo" ambientada na narrativa da série. Em julho, a Hasbro revelou uma versão temática do Monopoly com lançamento previsto para 10 de agosto.

## Lançamento
The Falcon and the Winter Soldier foi lançado em 19 de março de 2021 no Disney+. Consiste em seis episódios, que foram lançados semanalmente até 23 de abril. A série foi originalmente programada para ser lançada em agosto de 2020, mas isso foi adiado devido à suspensão das filmagens como resultado da pandemia de COVID-19. Faz parte da Fase Quatro do UCM.

## Recepção

### Audiência
O Disney+ anunciou que "New World Order" foi a estreia de série mais assistida de todos os tempos para o serviço de streaming em seu fim de semana de abertura (19 de março a 22 de março de 2021), antes das estreias do fim de semana de abertura para WandaVision e a segunda temporada de The Mandalorian. Além disso, The Falcon and the Winter Soldier foi o título mais assistido globalmente naquele período no Disney+, incluindo nos mercados Disney+ Hotstar. A Samba TV informou que 1,7 milhões de lares assistiram ao episódio no fim de semana de estreia. A TVision, que determina as impressões de visualização contando seus 14.000 espectadores em televisores conectados que assistiram a um dos quase 25.000 títulos por pelo menos dois minutos em uma sessão de visualização de conteúdo por pelo menos cinco minutos, em todos os principais serviços de streaming e publicidade de vídeo sob demanda dos EUA , relatou que The Falcon and the Winter Soldier foi a série mais vista de abril de 2021 em plataformas medidas, sendo vista quase 40 vezes mais do que a série média medida pelo serviço.

### Recepção da crítica
| - 1ª temporada (2021): Porcentagem de avaliações positivas rastreadas pelo site Rotten Tomatoes | |
|                                                                                                 | Esta página contém um gráfico que utiliza a extensão <graph>. A extensão está temporariamente indisponível e será reativada quando possível. Para mais informações, consulte o ticket T334940. |

O site agregador de resenhas Rotten Tomatoes relatou um índice de aprovação de 92% com uma classificação média de 7,63/10, com base em 183 resenhas. O consenso crítico do site diz: "Repleto de ação blockbuster e batidas habilidosas de personagens, The Falcon and the Winter Soldier se mostra digno do legado do Capitão América com sua intriga mundial, comentários sociais maduros e o relacionamento estimulante entre as estrelas Anthony Mackie e Sebastian Stan." O Metacritic, que usa uma média ponderada, atribuiu uma pontuação de 74 em 100 com base em 24 críticos, indicando "avaliações geralmente favoráveis".
The Falcon and the Winter Soldier foram elogiados "por trazer a experiência negra para o primeiro plano", abordando questões como a discriminação racial e confrontando "os pecados originais da América construindo-se nas costas dos negros". David Betancourt, revisando o final da temporada para o The Washington Post, analisou os temas raciais em torno do personagem Sam Wilson, um homem negro, adquirindo o manto de Capitão América. Observando que a série foi originalmente planejada para estrear em 2020, antes de ser atrasada pela pandemia de COVID-19, Betancourt acreditava que havia "algo assustadoramente oportuno sobre um Capitão América negro voando no céu dias após o veredito do assassinato de George Floyd" e também apontou que Bucky está potencialmente em um relacionamento com Leah, uma mulher asiática, também "em um momento em que os americanos de origem asiática não se sentem seguros na América por causa de ataques racistas". Embora essas ocorrências que acontecem na série não "consertem nada", Betancourt disse "você não pode deixar de sentir algo quando vê".
Brian Lowry, ao escrever para a CNN, disse: "No geral, a série cumpriu habilmente sua missão principal, que era explorar a tensão dramática em Wilson se tornar o Capitão América, de uma forma que ia além de apenas saber que o escudo agora pertencia a ele. Também continuou a demonstrar a capacidade da Marvel de montar uma ação grande e vigorosa em produções para o Disney+, ao mesmo tempo em que mostra a profundidade de seu universo". Chamando a série de "defeituosa, mas divertida", Brian Tallerico da Vulture afirmou que The Falcon and the Winter Soldier "muitas vezes se sentia apressada e carecia de alguma profundidade em sua análise de raça e poder neste país", mas serviu ao seu propósito como uma história de origem para o Capitão América de Sam Wilson durante a criação de projetos  futuros do UCM. Em termos de como seria lembrada, ele sentiu que seria "difícil avaliar seu impacto total" até que os tópicos da trama fossem escolhidos em projetos futuros do UCM, como era o caso com a maioria das entradas do UCM.
O ritmo da série recebeu algumas críticas. Em sua análise do primeiro episódio, Alec Bojalad do Den of Geek acreditava que lançar os episódios semanalmente era um prejuízo para a série, já que o primeiro episódio como o primeiro ato de uma história maior e parecia "frustrantemente incompleto às vezes" em comparação para como assistir a série completa de uma vez provavelmente se sentiria. Isso foi em contraste com a primeira série da Marvel Studios, WandaVision, que tinha sido "inquestionavelmente uma experiência episódica" com cada episódio independente e tendo finais de episódios com ganchos ao estilo da televisão. No terceiro episódio, Alan Sepinwall da Rolling Stone sentiu que a série estava "se inclinando para o modelo do 'filme de seis horas' neste ponto, onde a única preocupação é avançar o enredo por todos os meios necessários, independentemente de quão interessante seja no seu próprio". Ele acreditava que em comparação com WandaVision, que foi "claramente construído para ser consumido semanalmente", The Falcon and the Winter Soldier teria sido melhor ver todos de uma vez. Sepinwall finalmente concluiu que The Falcon and the Winter Soldier "estava tentando fazer muito mais do que podia confortavelmente", tendo muitos personagens e tramas que os escritores não conseguiam executar totalmente, com episódios individuais que pareciam "lentos", apesar muita coisa acontecendo neles, porque "esses vários incidentes não fazem muito além de avançar a trama".
Noel Murray disse no The New York Times que The Falcon and the Winter Soldier era "amplamente divertido se disperso" dado que "serpenteava demais, escorregando em muitos personagens secundários e em muita mitologia da Marvel". No entanto, ainda foi "rápido" ver Wilson "voando pelo ar", primeiro como Falcon no primeiro episódio, e depois novamente como Capitão América no sexto episódio, o que foi "ainda mais satisfatório". Darren Franich, da Entertainment Weekly, deu à série um "D", acreditando que havia vislumbres do que a série "poderia ter sido". Ele disse, "este pântano Disney+ nada maravilhoso enterrou seus melhores instintos sob camafeus não inspirados, estupidez geopolítica e provocações derivadas. O criador Malcolm Spellman lutou para manter Sam em primeiro plano, mas o conto em expansão perdeu o foco".

### Reconhecimentos
| Prêmio                                  | Data da cerimônia           | Categoria                                                              | Recebedor(es) | Resultado | Ref(s)  |
| --------------------------------------- | --------------------------- | ---------------------------------------------------------------------- | --- | --------- | ------- |
| MTV Movie & TV Awards                   | 16 de maio de 2021          | Melhor Herói                                                           | Anthony Mackie | Venceu    | [ 174 ] |
| MTV Movie & TV Awards                   | 16 de maio de 2021          | Melhor Dupla                                                           | Anthony Mackie e Sebastian Stan | Venceu    | [ 174 ] |
| Golden Trailer Awards                   | 22 de julho de 2021         | Melhor BTS / EPK para uma série de TV / streaming (menos de 2 minutos) | "Co-Workers" (ZEALOT) | Indicado  | [ 175 ] |
| Black Reel Awards                       | 15 de agosto de 2021        | Melhor série de drama                                                  | Malcolm Spellman | Indicado  | [ 176 ] |
| Black Reel Awards                       | 15 de agosto de 2021        | Melhor ator, série dramática                                           | Anthony Mackie | Indicado  | [ 176 ] |
| Black Reel Awards                       | 15 de agosto de 2021        | Melhor roteiro, série dramática                                        | Malcolm Spellman | Indicado  | [ 176 ] |
| Black Reel Awards                       | 15 de agosto de 2021        | Melhor ator convidado, série dramática                                 | Carl Lumbly | Indicado  | [ 176 ] |
| Black Reel Awards                       | 15 de agosto de 2021        | Melhor atriz convidada, série dramática                                | Florence Kasumba | Indicado  | [ 176 ] |
| Gold Derby TV Awards                    | 18 de agosto de 2021        | Melhor ator dramático                                                  | Sebastian Stan | Indicado  | [ 177 ] |
| Gold Derby TV Awards                    | 18 de agosto de 2021        | Melhor ator coadjuvante de drama                                       | Daniel Brühl | Indicado  | [ 177 ] |
| Gold Derby TV Awards                    | 18 de agosto de 2021        | Melhor ator coadjuvante de drama                                       | Wyatt Russell | Indicado  | [ 177 ] |
| Gold Derby TV Awards                    | 18 de agosto de 2021        | Melhor atriz aonvidada dos aonhos                                      | Julia Louis-Dreyfus | Indicado  | [ 177 ] |
| Hollywood Critics Association TV Awards | 22 de agosto de 2021        | Melhor ator em uma série de streaming, drama                           | Anthony Mackie | Indicado  | [ 178 ] |
| Hollywood Critics Association TV Awards | 22 de agosto de 2021        | Melhor ator coadjuvante em uma série de streaming, drama               | Daniel Brühl | Indicado  | [ 178 ] |
| Hollywood Critics Association TV Awards | 22 de agosto de 2021        | Melhor ator coadjuvante em uma série de streaming, drama               | Wyatt Russell | Indicado  | [ 178 ] |
| Primetime Emmy Awards                   | 18 e 19 de setembro de 2021 | Melhor ator convidado numa série de drama                              | Don Cheadle (por "Nova Ordem Mundial") | Indicado  | [ 179 ] |
| Primetime Emmy Awards                   | 18 e 19 de setembro de 2021 | Melhor edição de som para uma série de comédia ou drama (uma hora)     | Matthew Wood, Bonnie Wild, James Spencer, Richard Quinn, Steve Slanec, Kimberly Patrick, Teresa Eckton, Frank Rinella, Devon Kelley, Larry Oatfield, Anele Onyekwere, Dan Pinder, Ronni Brown, Andrea Gard (por "Um Mundo, Um Povo") | Indicado  | [ 179 ] |
| Primetime Emmy Awards                   | 18 e 19 de setembro de 2021 | Melhores efeitos visuais especiais                                     | Eric Leven, Mike May, John Haley, Daniel Mellitz, Chris Waegner, Charles Tait, Sébastien Francoeur, Chris Morley, Mark LeDoux | Indicado  | [ 179 ] |
| Primetime Emmy Awards                   | 18 e 19 de setembro de 2021 | Melhor coordenação de dublês                                           | Hank Amos, Dave Macomber | Indicado  | [ 179 ] |
| Primetime Emmy Awards                   | 18 e 19 de setembro de 2021 | Melhor desempenho de dublês                                            | John Nania, Aaron Toney, Justin Eaton por ("Verdade") | Indicado  | [ 179 ] |

### Campanha do Emmy Awards
Antes do episódio final, p Marvel Studios decidiu inscrever The Falcon and the Winter Soldier nas várias categorias de série dramática para o Primetime Emmy Awards, ao invés das categorias limitadas da série. Moore explicou que essa decisão foi tomada em torno do lançamento da série, pois eles sentiram que a série era "um pouco mais dramática" do que o conteúdo anterior do Marvel Studios e, sendo uma das primeiras séries de televisão do estúdio, as categorias de drama eram "apropriadas para o que show está tentando resolver". Ele acrescentou que ainda não havia nenhuma consideração se Anthony Mackie e Sebastian Stan seriam ambos inscritos como melhor ator ou também como melhor ator coadjuvante.

## Documentário especial
Em fevereiro de 2021, foi anunciada a série documental Assembled. O especial desta série, Assembled: The Making of The Falcon and the Winter Soldier, apresentou os bastidores da produção com Spellman, Skogland, Stan, Mackie, Russell, Kellyman, Cheadle, Brühl, VanCamp, Kasumba, Louis-Dreyfus e outros discutindo a importância das questões de racismo na narrativa, as cenas de ação e o impacto da pandemia de COVID-19 na produção da série. O especial foi lançado no Disney+ em 30 de abril de 2021.

## Futuro
Antes da estreia da série, Mackie disse que não houve discussões sobre uma segunda temporada da série, e ele não tinha certeza de quando ele apareceria em um filme do UCM, especialmente devido ao impacto da pandemia nos cinemas. Kari Skogland disse que não tinha certeza se haveria uma segunda temporada da série e sentiu que tinha sido capaz de fazer tudo o que queria nos primeiros seis episódios, mas disse que havia mais histórias e personagens para explorar em caso de haver uma segunda temporada. Feige disse que havia ideias para o que "mais uma" poderia ser se uma segunda temporada fosse feita, mas a Marvel pretendia que a série conduzisse primeiro a futuros filmes do UCM, como fizeram com WandaVision. Ele acrescentou que a confirmação de uma segunda temporada pode ser um spoiler, e disse que havia um "futuro mapeado" para os personagens da série que ele também não queria discutir antes de ser lançada. Em abril de 2021, Moore disse que o final da série mostraria os potenciais elementos da história para uma segunda temporada e acreditava que os tópicos cobertos na série eram "uma história perene" que se prestava a uma exploração mais profunda, ao contrário de uma história contida que apareceu em WandaVision.
Em 23 de abril de 2021, o mesmo dia em que o episódio final da série foi lançado, foi revelado que Malcolm Spellman e um dos roteiristas da série, Dalan Musson, estão escrevendo o roteiro de um quarto filme do Capitão América que deve focar em Sam e continuar a partir dos eventos da série. Nick Romano, da Entertainment Weekly, acreditava que uma segunda temporada com o título de Capitão América e o Soldado Invernal foi "inevitável" dada a forma como a série terminou. No entanto, sabendo da reportagem sobre o quarto filme do Capitão América, acrescentou à intriga sobre a direção que o Marvel Studios tomaria, considerando comentários anteriores de Feige e outros insinuando que a série teria uma segunda temporada adequada. Mackie desconhecia quaisquer planos para um filme ou segunda temporada, mas estava "animado para ver o que acontece".